# Kostel svatého Jana Křtitele (Uherčice)
Kostel svatého Jana Křtitele je římskokatolický chrám v obci Uherčice v okrese Břeclav. Je chráněn jako kulturní památka České republiky.
Kostel je dvoulodní stavba obdélného půdorysu s pětibokým závěrem a mohutnou čtyřbokou věží na severním konci boční lodi s četnými novogotickými prvky (opěráky, fiály). Kvalitní novogotická architektura představuje dominantu obce a důstojný protějšek renesanční radnice.
V letech 1945 a 1962 byl vymalován interiér kostela, v roce 1989 byly zdvojeny dveře a opravena fasáda poškozená vichřicí. Jde o farní kostel farnosti Uherčice u Hustopečí.